# 卡皮蘭加
03°19′39″S 61°12′32″W / 3.32750°S 61.20889°W

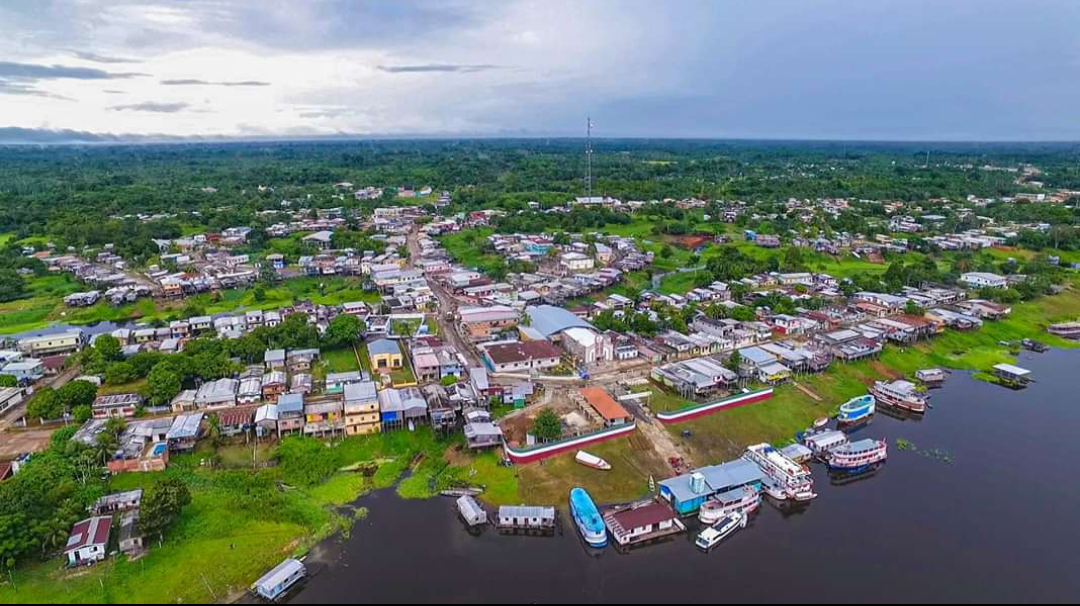
卡皮蘭加

卡皮蘭加（葡萄牙語：Caapiranga）是巴西的城鎮，位於該國北部，由亞馬遜州負責管轄，始建於1981年10月12日，面積9,457平方公里，海拔高度32米，2014年人口12,214，人口密度每平方公里1.29人。